# Grand prix Félix-Trombe
Le grand prix Félix-Trombe créé en 2004 par la Société chimique de France,récompense toute personne physique ayant réalisé un développement remarquable au service de la chimie. Ceci peut concerner une innovation technologique concrétisée par une réalisation industrielle, mais aussi un parcours exceptionnel. Le prix est doté de 3 000 euros. Il est remis en l'honneur du chimiste français Félix Trombe.

## Lauréats
- 2021 : Marie-Hélène Gramatikoff
- 2020 : Yves Péretié
- 2017 : Bertrand Pavageau
- 2016 : Jacques Kheliff
- 2015 : Blanchard Nitoumbi
- 2007 : Jean-Pierre Collinet
- 2004 : Roger Tarroux